# 蘇巴達爾

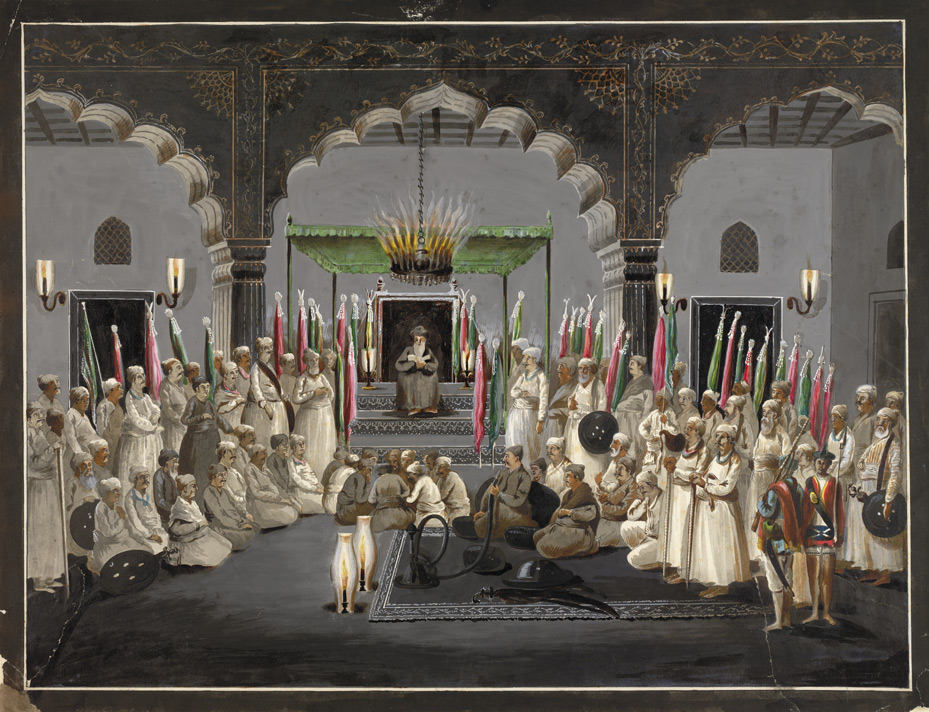
莫臥兒帝國的官員等級包括：納瓦卜、蘇巴達爾、曼薩卜達爾、搜沃和西帕依，其中莫臥兒帝國的王子經常被授予米爾 (頭銜)和米尔扎的頭銜

蘇巴達爾（Subahdar），亦稱納齊姆（Nazim），是孟加拉地區喀爾季王朝、庫特布沙希王朝、卡爾吉王朝、圖格魯克王朝以及莫臥兒帝國時代蘇巴（行省）總督的職稱。蘇巴達爾一詞源於波斯語，有時也被稱為薩希卜-伊-蘇巴（Sahib-i-Subah）。於莫臥兒帝國時期，蘇巴達爾之位通常是由王子或高級行政官員曼薩卜達爾擔任，其麾下有省級底萬、巴赫希、富吉達爾、寇特瓦爾、卡迪、薩德爾（Sadr）、瓦卡-伊-納維斯（Waqa-i-Navis）、卡農戈（Qanungo）和帕特瓦里協助其治理地方。